# Léon Boëllmann
Léon Boëllmann (ur. 25 września 1862 w Ensisheim w Alzacji, zm. 11 października 1897 w Paryżu) – francuski organista i kompozytor.

## Życiorys
W latach 1871–1881 studiował w Paryżu w założonej przez Louisa Niedermeyera École de Musique Classique et Religieuse, gdzie jego nauczycielem gry na organach był Eugène Gigout. Szkołę ukończył z wyróżnieniem. W 1881 roku został organistą w paryskim kościele Saint Vincent de Paul. Pracował też jako nauczyciel gry na organach. Koncertował we Francji oraz w Londynie. W 1885 roku poślubił siostrzenicę Gigouta.
Pozostawił po sobie 68 kompozycji. Muzyka Boëllmanna cechuje się oryginalną instrumentacją i śmiałą harmoniką.

## Wybrane kompozycje
(na podstawie materiałów źródłowych)
- Symfonia F-dur (1894)
- Variations symphoniques na wiolonczelę i orkiestrę (1893)
- Fantaisie dialoguée na organy i orkiestrę (1897)
- Rhapsodie carnavalesque na fortepian na 4 ręce
- Suite gothique na organy (1895)
- zbiór 100 utworów na organy lub fisharmonię Heures mystiques (1896)